# Ngô Tuyên Nghi
Ngô Tuyên Nghi (tiếng Trung: 吴宣仪, bính âm: Wú Xuānyí, sinh ngày 26 tháng 1 năm 1995), là một nữ ca sĩ, diễn viên người Trung Quốc trực thuộc công ty quản lý Yuehua Entertainment. Tháng 2 năm 2016, cô debut tại Hàn Quốc trong nhóm nhạc Cosmic Girls đồng quản lý bởi Yuehua Entertainment và Starship Entertainment, tháng 3 năm 2018, Ngô Tuyên Nghi về Trung Quốc tham gia chương trình Sáng Tạo 101 và giành được hạng 2 tại đêm chung kết diễn ra vào ngày 23/06/2018. Cô đã chính thức trở thành thành viên nhóm nhạc Hỏa Tiễn Thiếu Nữ 101 với thời gian hoạt động là 2 năm dưới sự quản lý của Giải trí Châu Thiên và Công ty Wajijiwa.

## Tiểu sử
Ngô Tuyên Nghi sinh ngày 26 tháng 1 năm 1995 ở Hải Khẩu, Hải Nam, Trung Quốc.
Cô từ nhỏ đã thích học múa, năm 12 tuổi, một mình đến Bắc Kinh học múa, theo đuổi ước mơ tại Trường âm nhạc vũ đạo Bắc Kinh và tốt nghiệp năm 2012. Sau đó Ngô Tuyên Nghi quay về Hải Nam, thi đỗ cấp 3 tại Trường Trung học Hoa kiều Hải Nam.
Năm 2013, tại kỳ thi nghệ thuật ở Bắc Kinh, Ngô Tuyên Nghi được nhân viên của Yuehua Entertainment nhìn trúng và mời gia nhập công ty. Cũng trong năm này, cô thi đại học và đỗ vào Đại học Sư phạm Hải Nam ngành Vũ đạo chuyên nghiệp. Sau cùng, Ngô Tuyên Nghi chọn gia nhập Yuehua Entertainment, chính thức trở thành thực tập sinh của Yuehua.
Ngày 25 tháng 2 năm 2016, chính thức debut với nhóm Cosmic Girls tại Hàn Quốc. Ngày 23/06/2018 nhận được hạng 2 tại chương trình Sáng Tạo 101 và trở thành thành viên của nhóm nhạc Hỏa tiễn Thiếu nữ 101

## Sự nghiệp

### 2015: Debut với Comic Girls
Ngày 4/12/2015 Starship Entertainment và Yuehua Entertainment giới thiệu nhóm nhạc kết hợp Hàn - Trung gồm 12 thành viên Cosmic Girls.
Cosmic Girls ra mắt chính thức với MV đầu tay "MoMoMo" vào ngày 25 tháng 2 năm 2016 sau đó, họ cho ra mắt ca khúc tiếp theo trong album WOULD YOU LIKE?, "Catch Me".
Mini album thứ hai của nhóm là THE SECRET đã chính thức ra mắt vào ngày 17 tháng 8.
Ngày 4 tháng 1, nhóm phát hành mini album thứ 3 mang tên From.WJSN gồm 6 ca khúc và 1 video ca nhạc
Cosmic Girls đã tổ chức concert đầu tiên vào ngày 19 và 20 tháng 5 tại sảnh Blue Square Samsung Card ở Seoul.
Truyền thông tại Trung Quốc thông báo rằng nhóm sẽ trở lại vào ngày 7 tháng 6 với album phòng thu đầu tiên Happy Moment và ca khúc chủ đề "Happy" do "Black Eyed Pilseung" sáng tác.
Ngày 14 tháng 7, nhóm phát hành video âm nhạc cho đĩa đơn đầu tiên mang tên "Kiss Me".

### 2018: Sáng Tạo 101, debut với Hỏa Tiễn Thiếu Nữ 101
Ngày 27 tháng 2, với tư cách thành viên Cosmic Girls phát hành mini album thứ tư của nhóm có tựa đề Dream Your Dream bao gồm 6 bài hát trong đó có đĩa đơn "Dreams Come True".
Ngày 23 tháng 4, Ngô Tuyên Nghi cùng với Mạnh Mỹ Kỳ trở về Trung Quốc tham gia chương trình Sáng Tạo 101 do Đằng Tấn (Tencent Video) sản xuất với tư cách Thực tập sinh đến từ Yuehua Entertainment. Đêm chung kết diễn ra vào ngày 23 tháng 6, Ngô Tuyên Nghi xếp thứ 2 tổng số 181.533.349 phiếu, chính thức trở thành thành viên nhóm nhạc dự án Hỏa Tiễn Thiếu Nữ 101 với thời gian hoạt động 2 năm.
Sóng gió "Hậu debut"
- 03/07: Starship thông báo Mạnh Mỹ Kỳ, Ngô Tuyên Nghi sẽ hoạt động song song (Hỏa Thiếu - WJSN).
- Đằng Tấn (Tencent) phủ nhận việc song song.
- 07/07 Yuehua dẫn người từ biệt thự - KTX của nhóm, thời điểm này còn kéo thêm 2 - 3 công ty của thành viên khác ép Đằng Tấn cho song song.
- Một vài hôm sau từng công ty trả người, thỏa thuận (tạm thời) thống nhất.
- 08/08 Đằng Tấn thông báo 10 ngày sau (18/08) tổ chức họp báo ra mắt EP debut (ban đầu là 11/07 nhưng vì sự cố trước đó nên hoãn).
- 09/08: Yuehua và Mavericks thông báo đơn phương hủy hợp đồng vì Đằng Tấn có hành vi vi phạm hợp đồng (không cho song song) cùng cáo buộc bóc lột, chèn ép nghệ sĩ,...
- 14/08: Đằng Tấn tiếp tục đăng thông báo, tuyên bố không giải ước, khẳng định độc quyền,.. Cùng ngày Mạnh Mỹ Kỳ, Ngô Tuyên Nghi, Tử Ninh đồng thời update weibo (Mạng xã Cùng ngày Đằng Tấn đăng thông báo không chấp nhận hủy hợp đồng, phủ nhận cáo buộc của Yuehua và Mavericks.hội phổ biến Trung Quốc) như lời thông báo về sự rời đi của mình.
- 15/08: Đằng Tấn tuyên bố khởi kiện Yuehua và Mavericks cùng 3 bạn nghệ sĩ trên.
- 17/08: Đằng Tấn, Yuehua, Mavericks đồng thời thông báo sự trở lại của Ngô Tuyên Nghi, Tử Ninh, Mạnh Mỹ Kỳ. Cùng ngày, trên weibo của Ngô Tuyên Nghi, Mạnh Mỹ Kỳ đổi thông tin: Thành viên Hỏa Tiễn Thiếu Nữ 101, Thành viên Thiếu Nữ Vũ Trụ (WJSN) thông báo về việc hoạt động song song của bản thân.

## Danh sách phim

### Phim truyền hình
| Năm  | Tựa đề                | Tựa đề tiếng Trung | Vai             | Ghi chú   |
| 2021 | Đấu La Đại Lục        | 斗罗大陆           | Tiểu Vũ         | Vai chính |
| 2021 | Cũng Chỉ Là Hạt Bụi   | 世界微尘里         | Tăng Lý         | Vai chính |
| 2023 | Lang Quân Không Như Ý | 郎君不如意         | Tề Ba công chúa | Vai chính |

## Danh sách đĩa nhạc

### Đĩa đơn
| Tên                  | Năm  | Thứ hạng cao nhất | Thứ hạng cao nhất | Album                                                                    |
| Tên                  | Năm  | CHN               | TWN               | Album                                                                    |
| Hát chính            |      |                   |                   |                                                                          |
| Tuyên Ngôn Ngọt Ngào | 2019 | –                 | –                 | Lập phong                                                                |
| Nhu Cốt Mị Thỏ       | 2020 | –                 | –                 | Bài hát chủ đề game mobile "Đấu La Thập Niên - Long Vương Truyền Thuyết" |
| Tân Thủ Giá Đáo      | 2020 | –                 | –                 | Bài hát chủ đề chương trình "Tân Thủ Giá Đáo"                            |
| We Were In Love      | 2021 | –                 | –                 | We Were In Love                                                          |
| Hợp tác              |      |                   |                   |                                                                          |
| Cố Chấp              | 2020 | –                 | –                 | Hợp tác cùng Vương Tích                                                  |
| Nhạc phim            |      |                   |                   |                                                                          |
| Con Chim Nhỏ         | 2019 | –                 | –                 | Angry Birds 2 OST                                                        |
| Ma Lạt Thời Gian     | 2020 | –                 | –                 | Bầu Trời Của Thiếu Niên Phong Khuyển OST                                 |
| Ngân Hà              | 2021 | –                 | –                 | Đấu La Đại Lục OST                                                       |

### EP
| Tên | Chi tiết | Danh sách bài hát                                 | Thứ hạng cao nhất | Doanh số |
| Tên | Chi tiết | Danh sách bài hát                                 | CHN               | Doanh số |
| 25  | - Phát hành: Ngày 25 tháng 9 năm 2020 - Hãng đĩa: Yuehua Entertainment - Định dạng: Tải nhạc số, Trực tuyến - Ngôn ngữ: Tiếng Trung Quốc | Danh sách 1. 25 2. Pink Blue Sunset 3. Betty Baby | –                 | N/A      |

## Chương trình truyền hình

### Tư cách khách mời
| Năm                              | Kênh           | Tên chương trình               | Tập           | Ghi chú                  |
| Hoạt động cùng Cosmic Girls      |                |                                |               |                          |
| 2016                             | KBS            | MV Bank Stardust 2             | —             | Cả nhóm                  |
| 2016                             | Arirang TV     | After School Club              | Tập 203       | Cả nhóm                  |
| 2016                             | Arirang TV     | After School Club              | Tập 230       | Cả nhóm                  |
| 2016                             | JTBC           | Knowing Bros                   | Tập 16        | Cả nhóm                  |
| 2016                             | MBC Every 1    | Weekly Idol                    | Tập 243       | Cả nhóm                  |
| 2017                             | Arirang TV     | After School Club              | Tập 246       | Cả nhóm                  |
| 2017                             | JTBC           | Knowing Bros                   | Tập 59        | Cả nhóm                  |
| 2017                             | MBC Every 1    | Weekly Idol                    | Tập 291       | Cả nhóm                  |
| 2018                             | JTBC           | Two Yoo project sugarman 2     | —             | Cả nhóm                  |
| 2018                             | Arirang TV     | After School Club              | Tập 308       | Cả nhóm                  |
| 2018                             | Tencent Video  | Best Friends' Perfect Vacation | Tập 1-3       | Tham gia cùng Trình Tiêu |
| Hoạt động cùng Hỏa Tiễn Thiếu Nữ |                |                                |               |                          |
| 2018                             | Chiết Giang TV | Running Brothers mùa 2         | Tập 13        | Cả nhóm                  |
| 2018                             | Tencent Video  | Minh Nhật Chi Tử 2             | Tập 8         | Cả nhóm                  |
| 2018                             | iQiyi          | Idol Hits                      | Tập 8         | Cả nhóm                  |
| 2018                             | Mango TV       | Anh trai đừng ồn nữa           | Tập 12,13     | Cả nhóm                  |
| 2018                             | Tencent Video  | YO! BANG                       | Tập 6         | Cả nhóm                  |
| 2019                             | Tencent Video  | Tức Khắc Điện Âm               | Tập 1         | Cả nhóm                  |
| 2019                             | Tencent Video  | Sáng tạo doanh 2019            | Tập 10        | Cả nhóm                  |
| 2019                             | Hồ Nam TV      | Happy Camp                     | Tập ngày 3/8  | Khách mời                |
| 2019                             | Hồ Nam TV      | Thiên Thiên Hướng Thượng       | Tập ngày 11/8 | Khách mời                |
| 2019                             | Hồ Nam TV      | Thiên Thiên Hướng Thượng       | Tập ngày 18/8 | Khách mời                |
| 2019                             | Tencent Video  | The Coming One: Girls          | Tập 10        | Cả nhóm                  |
| 2019                             | Tencent Video  | Chorus! 300                    | Tập 3, 7      | Cả nhóm                  |
| 2019                             | Tencent Video  | Hoàng tử son môi mùa 2         | Tập 1         | Khách mời                |
| 2020                             | Hồ Nam TV      | Happy Camp                     | Tập ngày 19/1 | Khách mời                |
| 2020                             | Hồ Nam TV      | Happy Camp                     | Tập ngày 18/4 | Khách mời                |
| Hoạt động solo                   |                |                                |               |                          |
| 2020                             | Chiết Giang TV | Running Brothers mùa 8         | Tập 12        | Khách mời                |
| 2021                             | Hồ Nam TV      | Thiên Thiên Hướng Thượng       | Tập ngày 7/2  | Khách mời                |
| 2021                             | Youku          | Shine! Super Brothers          | Tập 10        | Khách mời                |

### Thành viên cố định
| Năm                                  | Kênh           | Tên chương trình                      | Số tập |
| Hoạt động cùng Cosmic Girls          |                |                                       |        |
| 2016                                 | Mnet           | Would You Like Girls: My Cosmic Diary | 8      |
| 2016                                 | MBC            | Idol Star Athletics Championships XII | 2      |
| 2017                                 | JTBC2          | Watch WJSN Show                       | 8      |
| Hoạt động cùng Hỏa tiễn Thiếu nữ 101 |                |                                       |        |
| 2018                                 | Tencent Video  | Sáng Tạo 101                          | 10     |
| 2018                                 | Tencent Video  | Sở nghiên cứu Hỏa tiễn Thiếu nữ 101   | 26     |
| 2018                                 | Youku          | Khiêu chiến đi! Vũ trụ                | 12     |
| 2019                                 | Tencent Video  | Tung hoành ngang dọc tuổi 20          | 8      |
| 2019                                 | Tencent Video  | Gặp được em, thật tốt                 | 12     |
| 2019                                 | Chiết Giang TV | Chase Me                              | 6      |
| 2019                                 | Youku          | Tôi muốn mở cửa tiệm                  | 10     |
| 2020                                 | Tencent Video  | Tung hoành ngang dọc tuổi 20          | 11     |
| 2020                                 | Tencent Video  | Chúng Ta Nhiệt Huyết                  | 8      |
| Hoạt động solo                       |                |                                       |        |
| 2020                                 | Mango TV       | Tân thủ giá đáo                       | 12     |
| 2020                                 | Tencent Video  | Mùa hè hoàn mỹ                        | 12     |

## Quảng cáo và thời trang

### Hợp đồng quảng cáo
| Năm  | Sản phẩm                   | Thương hiệu        | Ghi chú                                            |
| 2019 | Thức ăn (bánh quy)         | Oreo               | Hợp tác quảng cáo                                  |
| 2019 | Băng vệ sinh               | Free Phi           | Người phát ngôn thương hiệu                        |
| 2019 | Game mobile                | NetEase            | Người phát ngôn sản phẩm                           |
| 2019 | Mỹ phẩm (sữa tắm)          | Olay               | Hợp tác quảng cáo                                  |
| 2019 | Game mobile                | Đại Thần Giới      | Người phát ngôn sản phẩm                           |
| 2019 | Mỹ phẩm                    | Lancôme            | Hợp tác quảng cáo                                  |
| 2019 | Thời trang                 | Yves Saint Laurent | Bạn thân của thương hiệu                           |
| 2020 | Đồ uống                    | Misszero           | Người phát ngôn thương hiệu                        |
| 2020 | Mỹ phẩm                    | Lancôme            | Bạn thân của thương hiệu                           |
| 2020 | Mỹ phẩm (kem dưỡng da)     | Winona             | Người phát ngôn sản phẩm                           |
| 2020 | Giày thể thao              | Skechers           | Người phát ngôn thương hiệu                        |
| 2020 | Mỹ phẩm                    | The Face Shop      | Người phát ngôn sản phẩm                           |
| 2020 | Mỹ phẩm (nước hoa)         | BOITOWN            | Người phát ngôn sản phẩm                           |
| 2020 | Mỹ phẩm                    | MedSPA             | Người phát ngôn tại khu vực châu Á Thái Bình Dương |
| 2020 | Trang sức                  | Louis Vuitton      | Hợp tác quảng cáo                                  |
| 2020 | Giày sneakers              | RENBEN             | Người phát ngôn                                    |
| 2020 | Ứng dụng điện thoại        | Kuaishou           | Giám đốc kinh nghiệm                               |
| 2020 | Đồ uống (sữa bột tách béo) | Nestlé             | Người phát ngôn                                    |
| 2021 | Thời trang                 | Versace            | Đại sứ thương hiệu tại Trung Quốc                  |

## Giải thưởng và đề cử
| Năm  | Giải thưởng                    | Hạng mục                                                   | Tác phẩm đề cử | Kết quả   |
| 2018 | Fresh Asia Music               | Nữ ca sĩ tiềm năng được yêu thích nhất                     | —              | Đoạt giải |
| 2019 | Tin tức Sina                   | Nghệ sĩ nữ được yêu thích nhất trong năm của Sina          | —              | Đoạt giải |
| 2019 | GODEN DATA ENTERTAINMENT AWARD | Nữ nghệ sĩ có sức ảnh hưởng toàn diện (Mảng show giải trí) | —              | Đoạt giải |
| 2020 | Esquire                        | Thần tượng âm nhạc của năm                                 | —              | Đoạt giải |
| 2021 | STYLE GALA                     | Ca sĩ nổi tiếng của năm                                    | —              | Đoạt giải |
| 2021 | Đêm Hội Weibo 2020             | Nghệ sĩ đột phá của năm                                    | —              | Đoạt giải |
| 2021 | Đêm Nhạc Vũ Trụ                | Độ nổi tiếng đột phá                                       | —              | Đoạt giải |